# Suuri Kaijansaari
Suuri Kaijansaari är en ö i Finland. Den ligger i sjön Saimen och i kommunen Villmanstrand i den ekonomiska regionen  Villmanstrands ekonomiska region  och landskapet Södra Karelen, i den södra delen av landet, 200 km nordost om huvudstaden Helsingfors. Öns area är 9 hektar och dess största längd är 0,7 kilometer i sydöst-nordvästlig riktning.